# ژان ژاک د فلیس
ژان ژاک د فلیس (انگلیسی: Jean-Jacques de Felice; زاده ۱۵ مه ۱۹۲۸ – درگذشته ۲۷ ژوئیه ۲۰۰۸) یک وکیل فرانسوی بود. او معاون سابق لیگ حقوق بشر فرانسه از سال ۱۹۸۳ تا ۱۹۹۶بود.

## زندگی‌نامه
ژان ژاک د فلیس در زمان جنگ الجزایر نامش مطرح شد و ان زمانی بود که از جبهه آزادیبخش میهنی الجزایر FLN حمایت کرد. او از خرده‌دهقان‌پیشه های لارزاک که علیه گسترش کمپ نظامی می‌جنگیدند حمایت می‌کرد، از مردم کاناک و جدایی طلبان تاهیتی، از بی خانمان‌هایی که در کنار آبه پیر جمع شده بودند، از مخالفان خدمت نظام وظیفه، از خارجیانی که در معرض خطر هستند (عضو گیستی)، از فعالان بریگاد سرخ ایتالیا مانند مارینا پترلا و سزار باتیستی.
او وکیلی بود که در سال ۱۹۶۶ از لوسیان لگر که به خاطر قتل یک بچه به حبس ابد محکوم شده بود – طولانی‌ترین حکمی که یک موکل او گرفت - دفاع کرد. در سن ۴۱ سالگی لگر به ژان ژاک دی فلیس گفت «دوره ای در بازداشت وجود دارد که فراتر از آن عدالت به انتقام تبدیل می‌شود»..
فلیس با ایده‌هایی نزدیک به تاریخ‌شناس مادلین ریبرو، یا هلنیست پییر ویدال نکت، همیشه در مخالفت با نظم موجود سخن می‌گفت.